# Mortemer (Oise)
Pour les articles homonymes, voir Mortemer.
Mortemer est une commune française située dans le département de l'Oise en région Hauts-de-France.
La commune était connue par ses carrières, dont la pierre a servi à l'édification de la cathédrale Notre-Dame d'Amiens.

## Géographie

### Localisation
Mortemer est un village-rue rural, avec un développement pavillonnaire à partir de 2001 de part et d'autre de la Grande-rue, situé à l'ouest des Monts du Noyonnais, dans une ligne de buttes boisées peu  prononcées séparant  les bassins versants du Matz (bassin de l'Oise) et de la rivière des Trois Doms (bassin de la Somme)
Il est situé situé dans la région naturelle du plateau picard dans l'Oise, mais en limite du département de la Somme.
La commune se trouve dans la zone d'emploi de Compiègne et dans le bassin de vie de Ressons-sur-Matz.

### Communes limitrophes
Les communes limitrophes sont  Courcelles-Epayelles, Cuvilly, Hainvillers, Lataule, Méry-la-Bataille, Orvillers-Sorel et Rollot.
| Rollot Somme         | Hainvillers |                 |
| Courcelles-Epayelles | Mortemer    | Orvillers-Sorel |
| Méry-la-Bataille     | Cuvilly     |                 |

### Géologie et relief
La superficie de la commune est de 6,56 km2 ; son altitude varie de 78  à   108 mètres.
Mortemer disposait de carrières situées au niveau du bois de Mazières et exploitées durant des siècles pour la réalisation de bâtiments, ainsi que du dallage de la cathédrale Notre-Dame d'Amiens . Des souterrains-refuges y étaient aménagés. Il n'y a plus trace de ces carrières,.

### Hydrographie

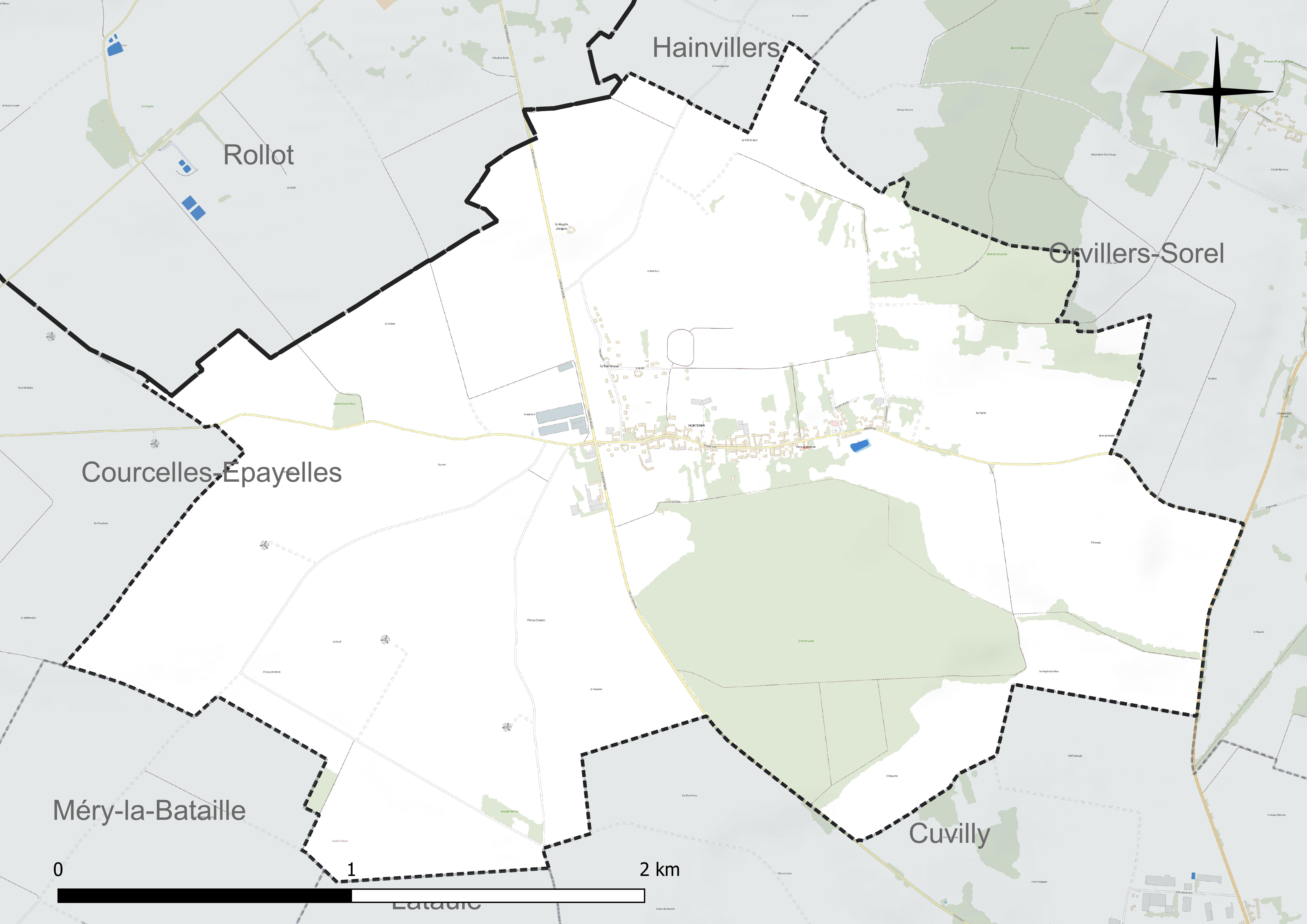
Réseau hydrographique de Mortemer.

La commune est située dans le bassin Seine-Normandie. Elle n'est drainée par aucun cours d'eau,.

### Climat
Pour des articles plus généraux, voir Climat des Hauts-de-France et Climat de l'Oise.
En 2010, le climat de la commune est de type climat océanique dégradé des plaines du Centre et du Nord, selon une étude du CNRS s'appuyant sur une série de données couvrant la période 1971-2000. En 2020, Météo-France publie une typologie des climats de la France métropolitaine dans laquelle la commune est exposée à un climat océanique et est dans la région climatique  Nord-est du bassin Parisien, caractérisée par un ensoleillement médiocre, une pluviométrie moyenne régulièrement répartie au cours de l'année et un hiver froid (3 °C). 
Pour la période 1971-2000, la température annuelle moyenne est de 10,3 °C, avec une amplitude thermique annuelle de 14,6 °C. Le cumul annuel moyen de précipitations est de 691 mm, avec 11,3 jours de précipitations en janvier et 8,1 jours en juillet. Pour la période 1991-2020, la température moyenne annuelle observée sur la station météorologique la plus proche, située sur la commune de Godenvillers à 9 km à vol d'oiseau, est de 11,1 °C et le cumul annuel moyen de précipitations est de 701,9 mm,. Pour l'avenir, les paramètres climatiques de la commune estimés pour 2050 selon différents scénarios d'émission de gaz à effet de serre sont consultables sur un site dédié publié par Météo-France en novembre 2022.

### Milieux naturels et biodiversité
Le sud du village est constitué par une forêt, le Grand bois.

## Urbanisme

### Typologie
Au 1er janvier 2024, Mortemer est catégorisée commune rurale à habitat dispersé, selon la nouvelle grille communale de densité à sept niveaux définie par l'Insee en 2022.
Elle est située hors unité urbaine et hors attraction des villes,.

### Occupation des sols

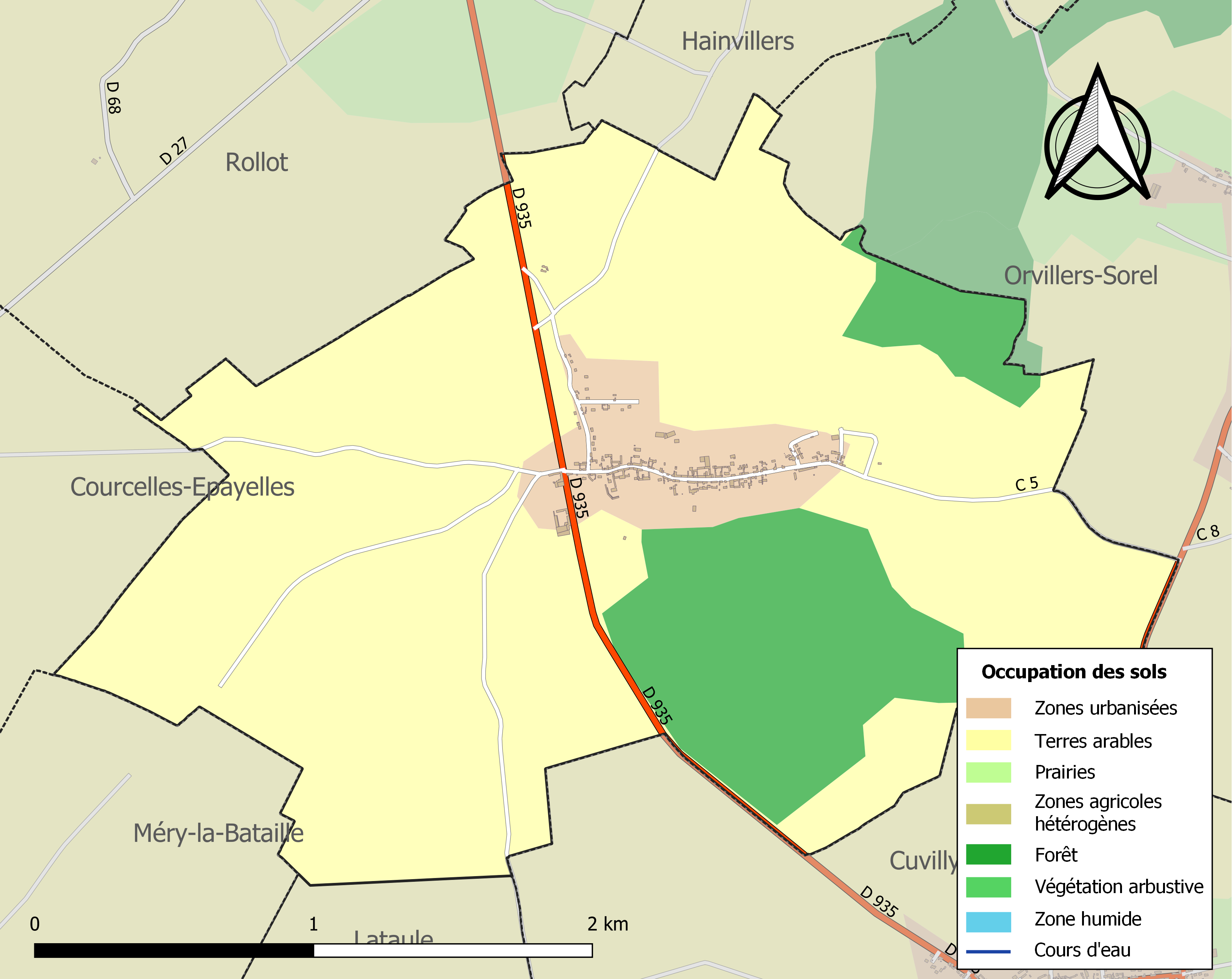
Carte des infrastructures et de l'occupation des sols de la commune en 2018 (CLC).

L'occupation des sols de la commune, telle qu'elle ressort de la base de données européenne d'occupation biophysique des sols Corine Land Cover (CLC), est marquée par l'importance des territoires agricoles (76,9 % en 2018), en diminution par rapport à 1990 (78,1 %). 
La répartition détaillée en 2018 est la suivante : terres arables (76,9 %), forêts (16,4 %), zones urbanisées (6,7 %). 
L'évolution de l'occupation des sols de la commune et de ses infrastructures peut être observée sur les différentes représentations cartographiques du territoire : la carte de Cassini (XVIIIe siècle), la carte d'état-major (1820-1866) et les cartes ou photos aériennes de l'IGN pour la période actuelle (1950 à aujourd'hui).

### Habitat et logement
En 2016 et 2021, le nombre total de logements dans la commune était de 103, alors qu'il était de 95 en 2011. 
Parmi ces logements, 87,2 % étaient des résidences principales, 2,9 % des résidences secondaires et 9,8 % des logements vacants. Ces logements étaient pour 98,1 % d'entre eux des maisons individuelles et pour 0 % des appartements. 
Le tableau ci-dessous présente la typologie des logements à Mortemer en 2021 en comparaison avec celle de l'Oise et de la France entière. Une caractéristique marquante du parc de logements est ainsi une proportion de résidences secondaires et logements occasionnels (2,9 %) supérieure à celle du département (2,4 %) mais inférieure à celle de la France entière (9,7 %). 
| Typologie                                               | Mortemer | Oise | France entière |
| ------------------------------------------------------- | -------- | ---- | -------------- |
| Résidences principales (en %)                           | 87,2     | 90,5 | 82,2           |
| Résidences secondaires et logements occasionnels (en %) | 2,9      | 2,4  | 9,7            |
| Logements vacants (en %)                                | 9,8      | 7    | 8,1            |

### Voies de communication et transports
Le territoire communal est desservi par les anciennes routes nationales RN 35 (Compiègne - Amiens) et RN 17 (actuelles RD 935 et RD 1017), et s'inscrit dans un triangle dont les sommets seraient Montdidier, Roye et Cuvilly. Les échangeurs de Ressons au sud et Roye au nord donnent accès au réseau autoroutier (A1, A26, A29)
La commune est desservie, en 2023, par les lignes 655, 6303 et 6334 du réseau interurbain de l'Oise.

## Toponymie
Le nom de la localité est attesté sous les formes de Mortuo mari (1079-89) ; dominus de mortemer (1236) ; Mortemé (1463) ; Morte mer (1640) ; Mortemer (1667).

De l'adjectif féminin de l'oïl morte « dormante » et mer « grande étendue d'eau non salée, pour désigner des étangs. Il convient de se souvenir qu'au Moyen Âge, mer pouvait désigner une simple étendue d'eau, relativement plus grande que les autres, un fleuve ou un ruisseau, un lac ou un étang, un étang ou une mare. 
Voir Mortemer (Seine-Maritime)

## Histoire

### Ancien Régime
Émile Coët indiquait : 

« Mortemer était de la prévôté de Montdidier ; on y comptait douze feux en 1469.
La seigneurie appartenait aux seigneurs d'Orvillers qui avaient fait élever un château-fort pour la défense du pays. La présence de cette forteresse fut un sujet de calamités pour les habitants, car sa possession fut souvent disputée par l'es ennemis. Au mois de mai 1421, le seigneur de Gamaches, en garnison à Compiègne, profita de l'eloignement de Jean de Luxembourg, capitaine bourguignon, pour s'emparer d'assaut du château de Mortemer où il mit une forte garnison qui ravageait le pays. Il fut pris de nouveau par les Bourguignons en 1433 et détruit. L'année suivante, le comte d'Étampes, gouverneur de Picardie, mit le siège devant le château, qui fit sa soumission après
une vive résistance. Le comte le fit démolir ; mais il fut remis en état de défense par Guillaume de Flavy, qui y tint une garnison royaliste.
À chaque prise ou reprise du château, les habitants étaient mis à rançon et leurs demeures pillées et incendiées. Les immenses galeries souterraines serpentant sous les carrières, servaient de refugeaux villageois qui s'y retiraient avec leurs bestiaux, et ce qu'ils avaient de plus précieux.
En 1589, la forteresse était au pouvoir de la Ligue; Henri IV étant à Compiègne, donna l'ordre de s'en emparer; ce qui fut exécuté. Mais bientôt les Ligueurs la reprirent, le 29 août. L'année suivante elle était de nouveau au pouvoir du roi. Louis de Beauveau, seigneur de Tremblecourt, voulut reprendre le château pour la Ligue ; il échoua
dans son entreprise ; il fut pris par Louis de Barbançon.
Le château de Mortemer appartenait alors à Antoine de Neufville, baron de Margival ; d'un commun accord on l'avait considéré comme neutre, et le duc de Longueville avait autorisé la garnison à se retirer, à condition qu'on n'y mettrait pas de troupes de l'Union ; mais cette clause ne fut pas observée et les royalistes resièrent dans la forteresse d'où ils ravageaient les environs. Pour mettre fin à ces excès, le capitaine François de Conty s'empara du château le 9 janvier 1592. Il en confia la garde à Gédéon de Béthisy, capilaine de cinquante chevaux du roi, et le 16 janvier 1592, il prescrivit la démolition complète du château. Les habitants de Mortemer et ceux des villages voisins furent sommés de concourir à sa démolition. Le capitaine  Béthisy n'exécutant pas assez vite l'ordre reçu, François de Conty lui ordonna d'évacuer le château, ce qu'il fit le 31 janvier. En même temps, il envoya des maçons et des soldats pour commencer la destruction. Mais il paraît que l'entreprise était difficile ; en effet, le château situé à l'Est du village, solidement construit en pierres dures, entouré d'épaisses murailles flanquées de fortes tours, offrait de la résistance. Il fallut employer la poudre pour faire sauter la maçonnerie ; enfin au mois de mars, le château fut rasé après quinze jours de travail incessant »

### Révolution française et Empire
La commune de Hainvillers, instituée lors de la Révolution française, a été fugacement réunie à Mortemer de 1827 à 1833 par une ordonnance royale du 15 septembre 1833.

### Époque contemporaine

#### Première Guerre mondiale
À la fin de la guerre, le village a subi de nombreuses destructions et a  été décoré de la Croix de guerre 1914-1918, le 21 février 1921.

## Politique et administration

### Rattachements administratifs et électoraux

#### Rattachements administratifs
La commune se trouve dans l'arrondissement de Compiègne du département de l'Oise.  
Elle faisait partie depuis 1793 du canton de Ressons-sur-Matz. Dans le cadre du redécoupage cantonal de 2014 en France, cette circonscription administrative territoriale a disparu, et le canton n'est plus qu'une circonscription électorale.

#### Rattachements électoraux
Pour les élections départementales, la commune fait partie depuis 2014 du canton d'Estrées-Saint-Denis.
Pour l'élection des députés, elle fait partie depuis 1988 de la sixième circonscription de l'Oise.

### Intercommunalité
Mortemer est membre de la communauté de communes du Pays des Sources, un établissement public de coopération intercommunale (EPCI) à fiscalité propre créé en 1997 et auquel la commune a transféré un certain nombre de ses compétences, dans les conditions déterminées par le code général des collectivités territoriales.

### Liste des maires
| Période                                  | Période                       | Identité          | Étiquette | Qualité                                                          |
| ---------------------------------------- | ----------------------------- | ----------------- | --------- | ---------------------------------------------------------------- |
| Les données manquantes sont à compléter. |                               |                   |           |                                                                  |
| mars 2001                                | avril 2016                    | Lionel Desreumaux |           | Mort en fonction                                                 |
| juin 2016                                | En cours (au 31 octobre 2024) | Guillaume Tribout |           | Contremaître ou agent de maîtrise Réélu pour le mandat 2020-2026 |

## Équipements et services publics

### Enseignement
Les enfants de la commune sont scolarisés dans l'école d'Orvillers-Sorel depuis la rentrée 2018-2019, dans le cadre d'un regroupement pédagogique intercommunal organisé par les communes de Belloy, Biermont, Cuvilly, Hainvillers, Lataule, Orvillers-Sorel et Mortemer.

### Équipements culturels
À la suite de la fermeture de l'école, ses locaux ont été transformés en 2019 pour servir de bibliothèque au village.

## Population et société

### Démographie
Les habitants sont les Mortemerois et les Mortemeroises.

#### Évolution démographique
L'évolution du nombre d'habitants est connue à travers les recensements de la population effectués dans la commune depuis 1793. Pour les communes de moins de 10 000 habitants, une enquête de recensement portant sur toute la population est réalisée tous les cinq ans, les populations de référence des années intermédiaires étant quant à elles estimées par interpolation ou extrapolation. Pour la commune, le premier recensement exhaustif entrant dans le cadre du nouveau dispositif a été réalisé en 2004.

En 2022, la commune comptait 220 habitants, en évolution de −1,79 % par rapport à 2016 (Oise : +0,87 %, France hors Mayotte : +2,11 %).
| 1793 | 1800 | 1806 | 1821 | 1831 | 1836 | 1841 | 1846 | 1851 |
| ---- | ---- | ---- | ---- | ---- | ---- | ---- | ---- | ---- |
| 282  | 312  | 309  | 327  | 368  | 358  | 327  | 350  | 336  |

| 1856 | 1861 | 1866 | 1872 | 1876 | 1881 | 1886 | 1891 | 1896 |
| ---- | ---- | ---- | ---- | ---- | ---- | ---- | ---- | ---- |
| 324  | 326  | 316  | 305  | 298  | 280  | 288  | 294  | 286  |

| 1901 | 1906 | 1911 | 1921 | 1926 | 1931 | 1936 | 1946 | 1954 |
| ---- | ---- | ---- | ---- | ---- | ---- | ---- | ---- | ---- |
| 243  | 204  | 190  | 152  | 142  | 149  | 159  | 180  | 181  |

| 1962 | 1968 | 1975 | 1982 | 1990 | 1999 | 2004 | 2006 | 2009 |
| ---- | ---- | ---- | ---- | ---- | ---- | ---- | ---- | ---- |
| 174  | 151  | 125  | 127  | 155  | 176  | 182  | 179  | 199  |

| 2014 | 2019 | 2022 | - | - | - | - | - | - |
| ---- | ---- | ---- | - | - | - | - | - | - |
| 219  | 223  | 220  | - | - | - | - | - | - |

#### Pyramide des âges
La population de la commune est relativement jeune.
En 2018, le taux de personnes d'un âge inférieur à 30 ans s'élève à 30,5 %, soit en dessous de la moyenne départementale (37,3 %). À l'inverse, le taux de personnes d'âge supérieur à 60 ans est de 21,9 % la même année, alors qu'il est de 22,8 % au niveau départemental.
En 2018, la commune comptait 117 hommes pour 106 femmes, soit un taux de 52,47 % d'hommes, largement supérieur au taux départemental (48,89 %).
Les pyramides des âges de la commune et du département s'établissent comme suit.
| Hommes | Classe d’âge | Femmes |
| ------ | ------------ | ------ |
| 0,9    | 90 ou +      | 0,0    |
| 6,0    | 75-89 ans    | 6,6    |
| 12,0   | 60-74 ans    | 18,9   |
| 29,9   | 45-59 ans    | 24,5   |
| 19,7   | 30-44 ans    | 20,8   |
| 12,0   | 15-29 ans    | 16,0   |
| 19,7   | 0-14 ans     | 13,2   |

| Hommes | Classe d’âge | Femmes |
| ------ | ------------ | ------ |
| 0,5    | 90 ou +      | 1,4    |
| 5,5    | 75-89 ans    | 7,6    |
| 15,6   | 60-74 ans    | 16,3   |
| 20,8   | 45-59 ans    | 20     |
| 19,4   | 30-44 ans    | 19,4   |
| 17,6   | 15-29 ans    | 16,2   |
| 20,6   | 0-14 ans     | 19,1   |

## Économie
Le dossier du plan local d'urbanisme adopté en 2012 indique que le village comptait huit exploitations agricoles implantées au village dont quatre pratiquant  l'élevage  et deux activités  hippiques

## Culture locale et patrimoine

### Lieux et monuments
- Église Notre-Dame, restaurée après la Première Guerre mondiale, date principalement du XVIe siècle. Le clocher est remarquable par sa structure octogonale en charpente, plus caractéristique des pays de l’Est[31].
La cloche, dénommée Marie-Anne et ornée d’une croix de Malte et d’une Vierge à l'Enfant, a été bénie en 1925[1].

### Héraldique
| Blason de Mortemer (Oise) | Blason  | Parti : au 1er d'azur à trois fleurs de lis d'or, au 2e de gueules à trois chevaux d'or rangés en pal. |
| Blason de Mortemer (Oise) | Détails | Le statut officiel du blason reste à déterminer.                                                       |

## Pour approfondir